# Youra
Kim You-ra (en hangul, 김유라, nacida el 17 de febrero de 1993), conocida simplemente como Youra (en hangul, 유라), es una cantante y compositora surcoreana, bajo la empresa Mun Hwa In. Debutó como artista el 1 de octubre de 2018, con la canción «My».

## Carrera musical
Youra debutó como artista el 1 de octubre de 2018 con la canción «My». Youra participó del reality show de supervivencia del canal SBS The Fan, en donde avanzó a la cuarta ronda, quedando en el octavo puesto antes de ser eliminada del programa. El 5 de marzo de 2019, Youra lanzó su primer EP, titulado B Side. El 28 de julio de 2020, Youra publicó el sencillo «Virus Mix».
El 23 de diciembre de 2020, Youra publicó el sencillo «RAL 9002» (하양), en colaboración con la cantante Heize.
El 2 de febrero de 2020, lanza su segundo EP, titulado Gaussian, con «Mimi» como la canción principal del EP.

## Discografía

### Extended plays
- B Side (2019)
- Gaussian (2021)[8][9]
- A Side (2025)

### Sencillos digitales

#### Como artista principal
- «My» (2018)
- «Dot» (2020)[10]
- «행복은 도피여야 해» («Happy») (2020)[11]
- «Virus Mix» (2020)
- «하양» («RAL 9002») (2020, con Heize)

#### Como artista invitada
- «나의 머리는 녹색 (My Hair Is Green)» (con 015B) (2018)
- «Can I Love?» (con Cosmic Boy y Meego) (2019)
- «팝콘 (Popcorn)» (con Aquinas y Penomeco) (2019)
- «나무 (Tree)» (con Car, the garden) (2019)
- «Risk» (con Way Ched) (2019)
- «도쿄 (Towkio)» (con Giriboy) (2019)
- «Yay Yay Yay» (con Kirin) (2019)
- «염색 (Color)» (con GroovyRoom & Leellamarz) (2019)
- «Sadderday» (con Owen Ovadoz y Hyngsn) (2019)
- «Winter» (con Cosmic Boy) (2020)
- «인간중독 (Human Addict)» (con Leellamarz & Toil) (2020)
- «그래왔던것처럼 (Used To)» (con George (죠지) y Cosmic Boy) (2020)

### Colaboraciones
- «New Edition 03» (con 015B) (2018)
- «New Edition 13» (con 015B) (2019)

### Bandas sonoras
- Into the Ring OST Part.2 - «New Direction» (2020)[12]

### Otros lanzamientos
- "«Carpet My Heart For You» (2018)
- «수영해 (Swim)» (2019)
- «You» (2019)